# Stina Flodin
Stina Paula Flodin, född 10 november 1933 i Adolf Fredriks församling i Stockholm, är en svensk barnskådespelare inom radioteater och film. 
Flodin är dotter till filmdirektören Paul Flodin. Hon spelade radioteater 1944–1950 och medverkade bland annat i Stieg Trenters kriminalpjäs Mördande fanfar. Hon beskrivs i pressen som den lilla radiostjärnan. Stina Flodin gifte sig 1953 med ekonom Folke Lundquist.

## Filmografi
- 1946 – Iris och löjtnantshjärta
- 1946 – Hotell Kåkbrinken
- 1949 – Kärleken segrar